# ماری یامازاکی
ماری یامازاکی (انگلیسی: Mari Yamazaki؛ زادهٔ ۲۰ آوریل ۱۹۶۷) مانگاکا، تصویرگر، و نویسنده اهل ژاپن است.